# Храм Розы без шипов
Храм Розы без шипов (также «Храм Фелицы») - семиколонная ротонда на Александровой даче на высоком мысу Тызвы и одного из её притоков существовавшая с 1780-х годов до конца 1940-х годов или начала 1950-х годов. Предполагается авторство Чарльза Камерона, Николая Львова или Джакомо Кваренги.

## Описание архитектурного облика
Ротонда с диаметром основания около 6 метров построенная с семью ионическими колоннами в нарушение требующих чётного числа колонн классицистических образцов. Колонны символизируют семь лепестков цветка розы, семь столпов дома премудрости или семь свободных искусств.  Нижнюю часть здания составляют три ступени. В центре — алтарь, трактованный как небольшая колонна, на котором поставлена ваза с Розою без шипов из позолоченной бронзы — символ совершеннейшей добродетели, путь к которой долог и труден. 

В монографии об архитекторе Н. А. Львове расположение павильона охарактеризовано так:
Храм был воздвигнут на холме, омываемом с трёх сторон прудом, созданным на небольшой речке Тызве; по берегам пруда и разворачивалось содержание сказки. Места сооружений, изгибы дорожек как бы подсказывались здесь сложной конфигурацией пруда и рельефа местности...

### Художественная роспись под куполом
В 1792 году купол Храма Розы без шипов был расписан изнутри историческим живописцем Г. И. Угрюмовым на тему «Апофеоз Петра I».
| Стихи из поэмы Джунковского 1793 года издания, описывающие роспись под сводом Храма Розы без шипов |
| Чтобъ больше возбудить сердца̀ плѣненны Да въ вящшей красотѣ предстанетъ храмъ; Великїя дѣла изображенны Покажетъ живопись въ верьху глазамъ: Съ небесъ, изъ вѣчности Петръ созерцаетъ, Россїя какъ блаженство то вкушаетъ, Что въ духѣ онъ великомъ ей искалъ. Она, во образѣ жены цвѣтущей, Всѣмъ благоденствїе вокругъ лїющей, Сидитъ со властью; свѣтъ предъ нею малъ. * Подъ нею классы вкругъ лежатъ обильны Источникъ крѣпости, богатствъ ея; Полки сыновъ ея и флоты сильны Питаетъ вспаханна трудомъ земля. Взлегла она на щитъ своей Богини: ФЕЛИЦЫ то, то щитъ ЕКАТЕРИНЫ! Велико имя!... дерзка муза, стой! Благоговѣнїемъ полетъ управи, Россїйской здѣсь ты дѣйствїя Державы, Хоть больше чувствуешь, какъ видишь, пой. * Съ одной ея страны Орелъ двуглавный Ломаетъ когтями рога Луны; Подъ нимъ безчисленны трофеи славны, Ужасной плодъ, но праведной войны; Европа знаетъ вся, какъ долго стонетъ, Кто Росскаго Орла, гордяся, тронетъ. Съ другой обилїе, покоя слѣдъ, Блаженство истинно, добро народа, Художествъ хитрости, наукъ доброта, Купечество спрягающее свѣтъ. * Безсмертны Духи щитъ у ней вѣнчаютъ, И Слава въ цѣлый мїръ трубой гласитъ, Предъ ней два Ангела стоятъ, играютъ, Тотъ узелъ Гордїевъ, тотъ Крестъ хранитъ. Великой то ФЕЛИЦЫ юны Внуки; Ихъ къ мудрости Ея приводятъ руки, А учатъ славу знать Ея дѣла, Покажутъ нѣкогда они примѣры И должной храбрости, и чистой вѣры; Въ потомство нашихъ дней пойдетъ хвала! |

## Композиционное значение павильона наАлександровой даче
Павильон является смысловым акцентом и архитектурной доминантой парка. Он присутствует на большей части живописных изображений парка.

Облик павильона в живописи 1790-х годов
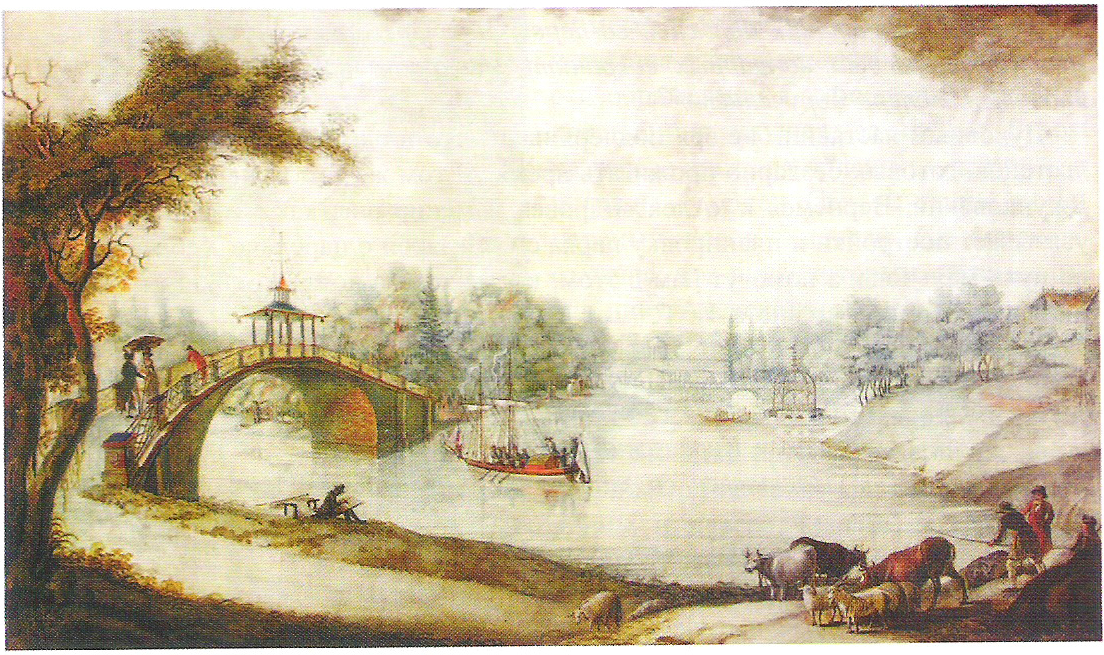
Вид Китайского моста, павильон на дальнем плане
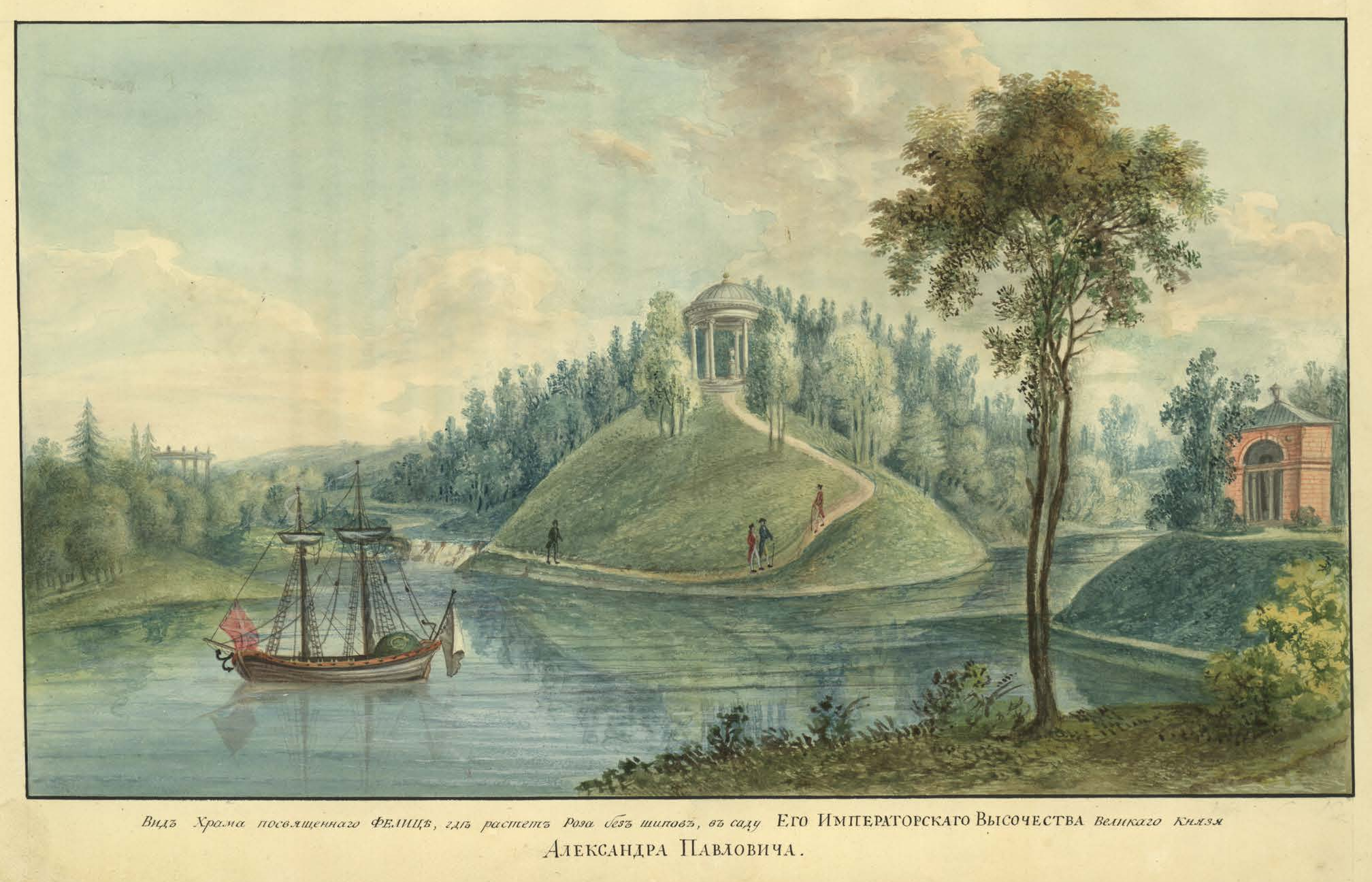
Из издания поэмы Джунковского
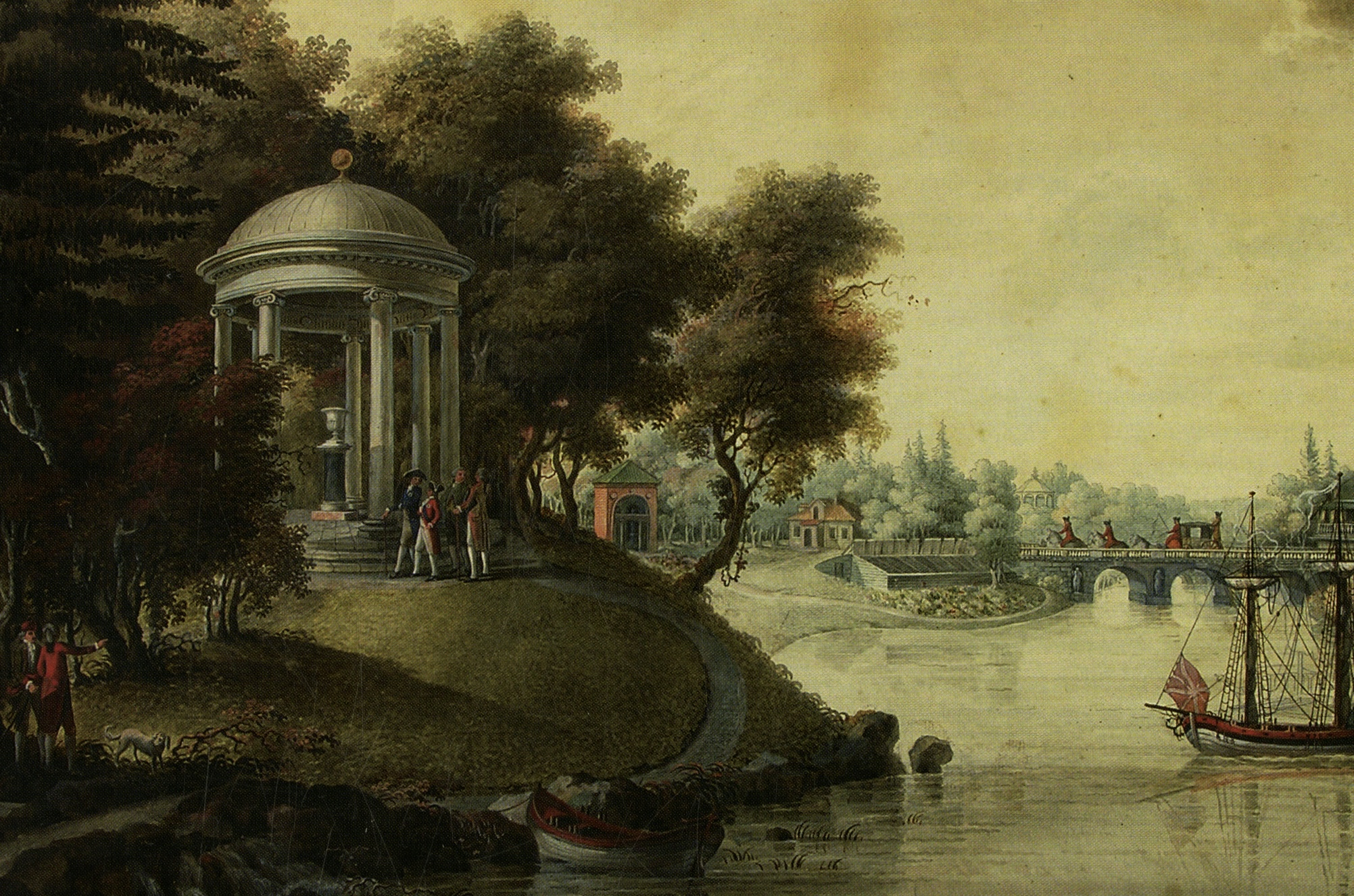
На картине Г. С. Сергеева
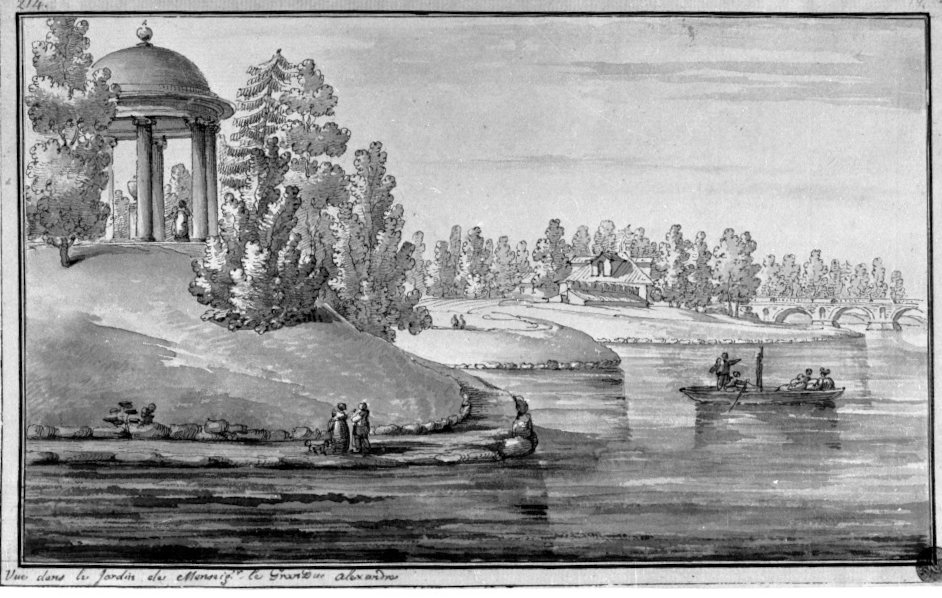
Зарисовка Джакомо Кваренги

Как в сказке, в которой царевич Хлор, пройдя через ряд испытаний, сумел «взойти на ту высокую гору, где роза без шипов растёт, где добродетель обитает», кульминационным пунктом был «храм розы без шипов», так и в ансамбле дачи он являлся центром архитектурной композиции (рис. 83). Это отличало дачу от распространённого типа пригородных имений, где центром служил жилой дом

| Стихи из поэмы Джунковского 1793 года издания, описывающие маршрут к павильону, его облик (кроме росписи) и символическое значение |
| Прекрасный Розы цвѣтъ! охотна лира Восприметъ паки путь къ тебѣ со мной; Хотя бы выросъ ты въ предѣлахъ мїра, Вездѣ пойдетъ усердье за тобой, Отъ сельска жительства лежитъ дорога Чрезъ долъ и чрезъ мосты, какъ правда, строга, Опасно въ ней и мало погрѣшать. По сторонамъ ея вода стремится, Чрезъ камни падая, шумитъ, вертится, И буйну кажетъ жизнь и краситъ садъ. * Здѣсь вдругъ высокїй холмъ предстанетъ взору, Древами верьхъ, а камнемъ низъ покрытъ; Утесисту сїю, крутую гору Не можноль обойти и цвѣтъ схватить? Такъ отрокъ легкостью свой умъ плѣняя, Совѣты строгїе въ ничто вмѣняя, Гдѣ видитъ трудъ, не видитъ пользы тамъ. Послушай опыта, внемли ученью; Ни къ щастью, ни къ добру, ни къ просвѣщенью По легкимъ не достигъ никто стезямъ. * Вперяетъ нѣчто въ мысль, охоту множитъ, Что Роза безъ шиповъ въ верьху растетъ; Какъ тотъ трудовъ отмѣнныхъ не приложитъ Кого туда Разсудокъ поведетъ? Желанье цвѣтъ сорвать, предмѣтъ дороги, Раждаетъ рвенїе и мысли многи: Почто онъ тамъ растетъ, за чѣмъ таковъ? Онъ добродѣтели есть образъ вѣрной; То ПАВЛОВЫМЪ Сынамъ внушилъ примѣрно Минервинъ духъ, наставникъ Ихъ умовъ. * По берегу всходящею стезею На сей священный холмъ управимъ путь; Безъ скорости, но съ доброю душею На самый верьхъ взойдемъ и кончимъ трудъ. Прекрасный круглый храмъ взоръ поражаетъ, Седмью столпами онъ изображает Премудрости открытый всѣмъ олтарь, Поставленъ цвѣту въ немъ сосудъ небесна, Гдѣ Роза безъ шиповъ растетъ прелестна; Коль важенъ долженъ быть ФЕЛИЦЫ даръ! |

## Павильон в архитектурной литературе
В 1930-х годах обмеры и съёмку Храма Флоры и Помоны и Храма Розы без шипов проводил Владимир Николаевич Талепоровский совместно с Феодосией Ивановной Милюковой (1902–1986). Эти материалы были использованы в его книге о Чарльзе Камероне, где находим утверждение, что купол был расписан дважды.

«Роза без шипов» — это иллюстрация к сказке, сочинённой Екатериной II для своего внука. В сказке маленький Хлор, пройдя сквозь целый ряд соблазнов, находит «Розу без шипов» — добродетель. Дорожка в парке извивалась по холмам и полям усадьбы и подходила к озеру, на высоком берегу которого видна была небольшая открытая ротонда под куполом, с веткой розы без шипов из золочёной бронзы в вазе на мраморном пьедестале.
Что выдаёт авторство Камерона в этом павильоне? Прежде всего — внутреннее содержание, поэтическое раскрытие идем храма розы. Только Камерон, с присущей ему глубиной замысла, мог ассоциировать архитектурный образ павильона с формой листа розы. Павильон в плане решён на семи колоннах, отвечающих нечётному, семиперистому листу розы. Ордер колонн — ионийский. Карниз с внутренней стороны колоннады украшен характерными для Камерона розетками, с орнаментом из каннелюр. Купол был расписан дважды. Роспись, более поздняя и лучше сохранившаяся, изображает аллегорическую картину: процветание искусства, науки и культуры, движущихся вперёд под щитом Екатерины II, по путям, намеченным Петром I; более ранняя роспись трактована как увитый розами трельяж с семью медальонами по осям колонн.

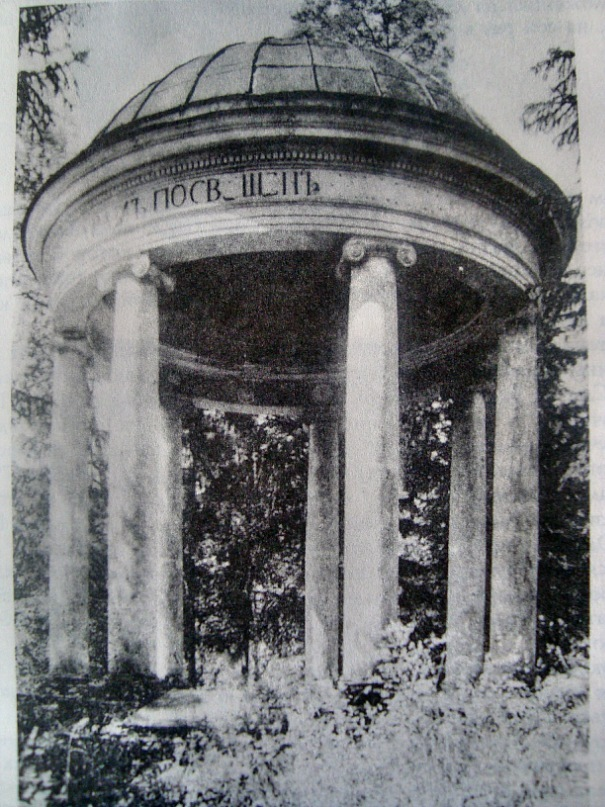
Фото 1910-х годов

В 1960-х годах известные на тот момент сведения об уже разрушенной ротонде были систематизированы в монографии об архитекторе Львове:

Храм был воздвигнут на холме, омываемом с трёх сторон прудом, созданным на небольшой речке Тызве; по берегам пруда и разворачивалось содержание сказки. Места сооружений, изгибы дорожек как бы подсказывались здесь сложной конфигурацией пруда и рельефа местности, т. е. зодчий с большим мастерством использовал топографические особенности участка, что характерно для творчества Львова. С его именем связано и создание на пруде небольшого флота. В 1782 году Екатерина II подарила Н. А. Львову перстень в 2 000 рублей «за сделанные им очень красивые модели кораблей и другие небольшие работы для великих князей».
...
«От сельска жительства», минуя мосты и водопад, дорога подводила к храму-ротонде — конечной цели пути. «Прекрасный круглый храм взор поражает, семью столпами он изображает премудрости открытый всем алтарь». По изяществу и отточенности пропорций, изысканности форм он являлся выдающимся архитектурным произведением. Весь вытесанный в камне, воздвигнутый как на пьедестале на высоком холме, охваченном с восточной стороны пандусом, выложенным из камня, так же как и берег озера у основания холма, он напоминает мавзолей в Никольском. Лёгкость широко расставленных колонн, завершение, многоцветная живопись, покрывавшая купольный свод, характерны для парковых павильонов Львова.

## Современное состояние
Храм Розы без шипов подвергся разрушению между 1941 и 1956 годами. Точные обстоятельства разрушения не установлены, встречаются утверждения, что павильон видели с небольшими повреждениями через несколько месяцев после освобождения Павловска от войск Вермахта.
В настоящий момент здание отсутствует, есть археологические остатки фундамента на прежнем месте и многочисленные фрагменты здания в окрестностях, зачастую на небольшой глубине в почве. Сохранность росписей исключается.
Посадка розы без шипов, сделанная в 1780-х или 1790-х годах до сих пор воспроизводится на местности как в окрестностях павильона, так и на месте некоторой части его стилобата.

### Первоисточники

#### Сказка о царевиче Хлоре
- Екатерина II. Сказка о царевичѣ Хлорѣ. — СПб.: Тип. Акад. наукъ, 1782.
- Екатерина II. Сказка о царевиче Хлоре  в современной орфографии с редакционными пояснениями слов.

#### Поэма Джунковского
Полную библиографию см. в основной статье.

### Исследовательская и производная литература
- Громова Н. И. Александрова дача. 1956. На правах рукописи (копия музей истории Павловска).
- Выжевский С. В. Александрова дача и 220 лет её истории. - Павловск: Павел, 2013.
- Выжевский С. В. Александрова дача: обстоятельства её создания и архитектор Дж. Кваренги // Царское Село на перекрёстке времен и судеб. XVI Царскосельская научная конференция. - Ч. 1. - СПб., 2010. - С. 126-146.
- Семёнова Г. В. Александрова дача в культурном ландшафте Царского Села и Павловска // Памятники истории и культуры Санкт-Петербурга. Краеведческие записки. Исследования и материалы. Выпуск девятый. - СПб.: Белое и черное, 2003. С. 122-141.